# Sylvio Lazzari

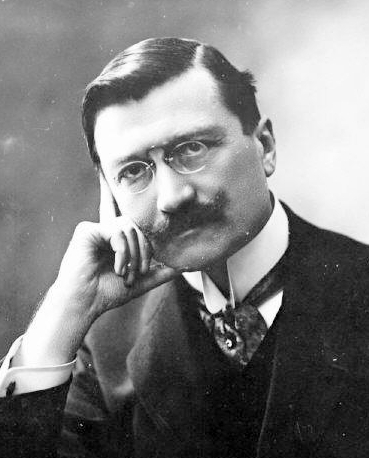
Sylvio Lazzari

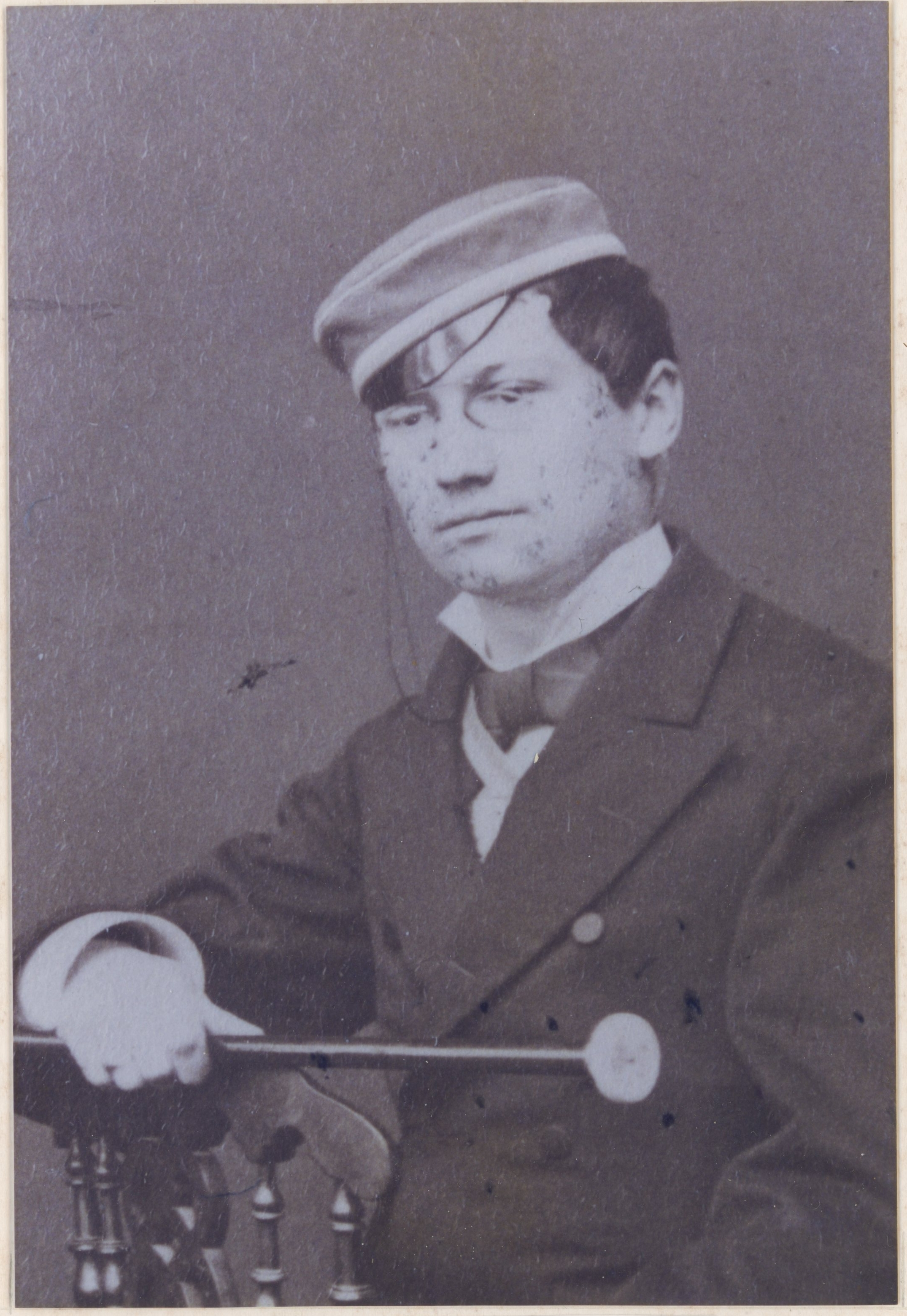
De jonge Lazzari in 1876

Josef Fortunat Silvester (Sylvio) Lazzari (Bozen/Bolzano, 30 december 1857 - Suresnes, 10 juni 1944) was een Frans componist, geboren in het toen tot het Keizerrijk Oostenrijk behorende Zuid-Tirol. Hij verkreeg de Franse nationaliteit in 1896.

## Leven en werk
Lazzari's vader kwam uit Italië, zijn moeder was Oostenrijks. Hij speelde al vroeg viool en componeerde liederen die bij de muziekuitgeverij Breitkopf & Härtel verschenen. Op aandringen van zijn ouders voltooide hij eerst een studie rechten in Wenen alvorens in 1882 naar Parijs te trekken. Daar werd hij op het Conservatoire student van Ernest Guiraud, Charles Gounod en César Franck. Vooral die laatste had grote invloed op zijn eigen componeren en Lazzari besloot zijn leven geheel aan de muziek te wijden. Hij ging behoren tot de école franckiste, ook bekend als de bande à Franck. Deze groep componisten met onder anderen Vincent d'Indy, Ernest Chausson en Joseph Guy Ropartz bleef Francks ideeën ook na diens dood uitdragen, maar Lazzari stelde zich later ook open voor het muzikale impressionisme van Claude Debussy.
Aangemoedigd door Chausson en Franck vestigde hij zich permanent in Frankrijk. Hij was enige tijd koordirigent bij de Opera van Monte Carlo. Als componist vestigde hij nog tijdens zijn conservatoriumstudie zijn naam met kamermuziek. Naast werken voor solopiano schreef hij een strijkkwartet (1888) dat volgens sommigen de inspiratie vormde voor het twee jaar jongere kwartet van Franck zelf, een pianotrio (1889), en een octet voor blazers (1889). Zijn sonate voor viool en piano werd in 1894 in première gebracht door het befaamde duo Eugène Ysaÿe – Raoul Pugno. De ontvangst van deze compositie was aanvankelijk nogal lauw ondanks lof voor de uitvoering, maar Ysaÿe nam de sonate mee op tournee, zodat Lazzari toch internationale aandacht trok. In 1922 werd zijn Rapsodie voor viool en orkest gelanceerd door een andere beroemde violist, George Enescu. 
Lazzari schreef ook voor symfonieorkest. Belangrijk zijn Marche pour une fête joyeuse (1903), Effet de Nuit (1904), de Symfonie in Es (1907) en Tableaux Maritimes (1920). Hij schreef meer dan vijftig vocale werken, voor solozang, duet of koor.
Lazzari componeerde vijf opera's: Armor (1889-94), La Lépreuse (1899-1902), Maelenis (1905-1912), Le Sauteriot (1913-17) en La Tour de Feu (1928). Ze zijn beïnvloed door Richard Wagner en diens gebruik van het leidmotief. De thematiek is vaak gebaseerd op legenden van Bretagne. De Zuid-Tiroler Lazzari had geen Bretonse wortels zoals zijn collega's Joseph Guy Ropartz, Paul le Flem en Paul Ladmirault die uit dezelfde bron putten, maar hij was gefascineerd door het landschap en de zee aan de Bretonse kust.
Geen van zijn opera's was een onmiddellijk succes en ook later zijn ze niet tot het repertoire doorgedrongen. Dat lag niet aan een gebrek aan kwaliteit, maar aan misverstanden met operadirecties, contractuele problemen, weerstand van het publiek tegen bepaalde onderwerpen (zoals lepra) en concurrentie van 'voordringende' collega-componisten. Daardoor moest er vele jaren op een première gewacht worden. La Lépreuse geldt als Lazzari's meesterwerk, maar weinigen hebben deze opera kunnen horen en zien. Le Sauteriot ging wel redelijk snel in première, maar eerst in de Verenigde Staten en pas daarna in Parijs. Alleen La Tour de Feu, op een eigen libretto, ging in 1928 'op tijd' in première in de Opéra de Paris met een glansrol voor de sopraan Fanny Heldy. Het bijzondere van deze opera is de filmscène die Lazzari erin verwerkte, als eerste in een opera ooit.
Lazzari, die enige tijd voorzitter was van de Parijse Wagner-Vereniging, trok zich veertig jaar lang terug in de buitenwijken van Parijs. Zijn gezichtsvermogen ging langzaam achteruit. Hij stierf op 86-jarige leeftijd in zijn huis in Suresnes aan een longembolie.

## Waardebepaling
Lazzari werd beïnvloed door het wagnerisme dat hij geleerd had in Oostenrijk en bij César Franck en zijn school, maar ook door het Franse impressionisme. Hij was niet in staat om deze tegenstrijdigheden tot een synthese te brengen, waardoor zijn muziek in feite twee gezichten vertoont. Daarbij heeft de richting Wagner-Franck-Chausson de overhand boven die van Debussy. Zijn geslaagde, grote symfonie uit 1907 is in veel opzichten geënt op Francks Symfonie in d, vooral in de toepassing van het cyclisch principe, maar het symfonisch gedicht Effet de Nuit uit 1904 wordt Lazzari's opmerkelijkste orkestwerk genoemd. In ander werk zoals de Tableaux Maritimes uit 1920 staat hij iets dichter bij Debussy en Ravel. Daarnaast zou het volgens de Britse musicoloog Laurence Davies "een misdaad" zijn om Lazzari's ruim 50 liederen, op gedichten van Paul Verlaine, Henry Bataille, Maurice Maeterlinck en Tristan Klingsor, te negeren.
In het algemeen wordt Lazzari's muziek beschouwd als individueel van stijl met een kordaat en krachtig karakter, compromisloos en vakkundig van constructie.